# 1-й избирательный округ штата Нью-Йорк
1-й избирательный округ штата Нью-Йорк — избирательный округ Палаты представителей США, расположенный в восточной части Лонг-Айленда. Он включает в себя две трети округа Саффолк, включая большую часть Смиттауна, а также города Брукхейвена, Риверхеда, Саутхолд, Саутгемптон, Ист-Хамптон и Шелтер-Айленд. Округ включает в себя Хэмптон, Селден, Сентерич и Лейк Гроув, Мастик, Ширли, Риверхед, Маттитук, Джеймспорт на Норт-Форк. В настоящее время округ представляет республиканец Ли Зелдин. На выборах 2014 года Зельдин победил действующего демократа Тима Бишопа, который представлял округ с 2003 года.
На протяжении большей части 1990-х и 2000-х годов округ был ареной борьбы. В 2004 году президент Джордж Буш-младший победил претендента Джона Керри менее чем на процентный пункт, а в 2012 году президент Барак Обама победил Митта Ромни с перевесом в один пункт. На президентских выборах 2016 года Дональд Трамп победил в этом округе с перевесом в 12 процентных пунктов над Хиллари Клинтон. В то же время Зельдин выиграл второй срок, победив претендентку от демократов Анну-Тону Холст с перевесом в 15,6 %, что стало самым большим перевесом для республиканца с 1998 года. В 2018 году Зельдин переизбрался на третий срок, одержав победу над претендентом от демократов Перри Гершоном с перевесом в 4,1 %. В 2020 году округ вновь сместился в сторону демократов, поскольку на президентских выборах 2020 года Трамп победил в округе с отрывом всего в четыре пункта.
В 2012 году в Нью-Йорке были изменены границы округа.

## Недавние результаты президентских гонок
| Год  | Выборы    | Результат                 |
| ---- | --------- | ------------------------- |
| 1992 | Президент | Джордж Буш (Р) 40-38 %    |
| 1996 | Президент | Билл Клинтон (Д) 51-36 %  |
| 2000 | Президент | Эл Гор (Д) 52-44 %        |
| 2004 | Президент | Джордж Буш (Р) 49-49 %    |
| 2008 | Президент | Барак Обама (Д) 52-48 %   |
| 2012 | Президент | Барак Обама (Д) 50-49 %   |
| 2016 | Президент | Дональд Трамп (Р) 54-42 % |
| 2020 | Президент | Дональд Трамп (Р) 51-47 % |

## География округа
- Амагансетт
- Акебог
- Бэйтин Холлоу
- Беллпорт
- Блю Пойнт
- Бриджхэмптон
- Брукхейвен
- Калвертон
- Сентер-Моричес
- Центерич
- Черри Гров
- Корам
- Катчог
- Деринг Харбор
- Ист-Хамптон
- Ист-Марион
- Ист-Моричес
- Ист-Патчог
- Ист Квог
- Ист Сетаукет
- Ист-Шорхэм
- Истпорт
- Фарминвилль
- Гордон Хайтс
- Гринпорт
- Хагерман
- Хэмптон Бэйс
- Хауппауг
- Хэд оф зэ Харбор
- Холтсвилл
- Джеймспорт
- Кингс Парк
- Лейк Грув
- Лорел
- Мэнорвилль
- Мастик
- Мастик Бич
- Мэттитак
- Медфорд
- Миддл Айленд
- Миллер Плейс
- Монток
- Маунт Синай
- Моричес
- Несконсет
- Нью-Саффолк
- Ниссеквог
- Северный Беллпорт
- Северный Патчог
- Ориент
- Патчог
- Пеконик
- Порт-Джефферсон
- Порт-Джефферсон-Стейшен
- Квиог
- Квог
- Ридж
- Риверхед
- Роки-Пойнт
- Ронконкома
- Саг-Харбор
- Сагапонак
- Селден
- Сетаукет
- Шелтер Айленд
- Шелтер Айленд Хайтс
- Ширли
- Шорхэм
- Смиттаун
- Саунд Бич
- Саутгемптон
- Саутхолд
- Споен
- Спрингс
- Сент-Джеймс
- Стони-Брук
- Терривилль
- Аптон
- Вилладж оф Бренч
- Уодинг-Ривер
- Уэйнскотт
- Уотер Милл
- Вестхэмптон
- Вестхэмптон-Бич
- Яфанк

## География
- 1823—1945: Саффолк, Нассо, часть Куинса
- 1945—1963: Саффолк, часть Нассо
- 1963—2022: часть Саффолка
- 2022 — настоящее время: часть Саффолка, часть Нассо

## Список представителей округа

### 1789—1813: 1 место
| Представитель           | Партия                         | Года                              | Конгресс    | Электоральная история | Расположение округа                           |
| ----------------------- | ------------------------------ | --------------------------------- | ----------- | --- | --------------------------------------------- |
| Уильям Флойд            | Анти-административная          | 4 марта 1789 — 3 марта 1791       | 1-й         | Был избран в 1789 году. Проиграл перевыборы.                                                                               | 1789-1793 Бруклин Куинс Статен-Айленд Саффолк |
| Свободное место         | Свободное место                | 4 марта 1791 — май 1791           | 2-й         | Избранный представитель Джеймс Таунсенд умер 24 мая 1790 года, не дождавшись начала своего срока.                          | 1789-1793 Бруклин Куинс Статен-Айленд Саффолк |
| Томас Тредвел           | Анти-административная          | Май 1791 — 3 марта 1795           | 2-й 3-й     | Был избран в 1790 году. Был переизбран в 1793 году. Был переведен в 7-й округ и проиграл в 1794.                           | 1789-1793 Бруклин Куинс Статен-Айленд Саффолк |
| Джонатан Николь Хэйвенс | Демократическо-республиканская | 4 марта 1795 — 25 октября 1799    | 4-й 5-й 6-й | Был избран в 1794 году. Был переизбран в 1796 году. Был переизбран в 1798 году. Умер.                                      | 1793-1801 Куинс Бруклин Саффолк               |
| Свободное место         | Свободное место                | 25 октября 1799 — 27 февраля 1800 | 6-й         | | 1793-1801 Куинс Бруклин Саффолк               |
| Джон Смит               | Демократическо-республиканская | 27 февраля 1800 — 23 февраля 1804 | 6-й 7-й 8-й | Был избран в качестве замены Джонатана Хэгйвэнса. Был переизбран в 1800 году. Был переизбран в 1802 году. Вышел на пенсию. | 1801-1803 Куинс Бруклин Статен-Айленд Саффолк |
| Свободное место         | Свободное место                | 23 февраля 1804 — 5 ноября 1804   | 8-й         | | 1803-1809 Куинс Саффолк                       |
| Сэмюэль Райкер          | Демократическо-республиканская | 5 ноября 1804 — 3 марта 1805      | 8-й         | Был избран в качестве замены Джона Смита.                                                                                  | 1803-1809 Куинс Саффолк                       |
| Элифалет Икс            | Демократическо-республиканская | 4 марта 1805 — 3 марта 1807       | 9-й         | Был избран в 1804 году. | 1803-1809 Куинс Саффолк                       |
| Сэмюэль Райкер          | Демократическо-республиканская | 4 марта 1807 — 3 марта 1809       | 10-й        | Был избран в 1806 году. | 1803-1809 Куинс Саффолк                       |
| Эбенезер Сэйдж          | Демократическо-республиканская | 4 марта 1809 — 3 марта 1813       | 11-й 12-й   | Был избран в 1808 году. Был переизбран в 1810 году.                                                                        | 1809-1813 Куинс Бруклин Саффолк               |

### 1813—1823: 2 места
| Года                           | Конгресс | Место А                     | Место А                        | Место А                                                                             | Место B                        | Место B                        | Место B                                                                                                 | Расположение округа |                                |                             |                                                                       |
| ------------------------------ | -------- | --------------------------- | ------------------------------ | ----------------------------------------------------------------------------------- | ------------------------------ | ------------------------------ | --- | ------------------- | ------------------------------ | --------------------------- | --------------------------------------------------------------------- |
| Года                           | Конгресс | 4 марта 1813 — 3 марта 1815 | 13-й                           | Джон Леффертс                                                                       | Демократическо-республиканская | Был избран в 1812 году.        | Эбенезер Сэйдж                                                                                          | Расположение округа | Демократическо-республиканская | Был переизбран в 1812 году. | 1813-1823 1 и 2 районы Манхэттена Бруклин Куинс Статен-Айленд Саффолк |
| 4 марта 1815 — 3 марта 1817    | 14-й     | Генри Крочерон              | Демократическо-республиканская | Был избран в 1814 году.                                                             | Джордж Таунсэнд                | Демократическо-республиканская | Был избран в 1814 году.                                                                                 |                     |                                |                             | 1813-1823 1 и 2 районы Манхэттена Бруклин Куинс Статен-Айленд Саффолк |
| 4 марта 1817 — 3 марта 1819    | 15-й     | Тредвелл Скаддер            | Демократическо-республиканская | Был избран в 1816 году. Вышел на пенсию.                                            | Джордж Таунсэнд                | Демократическо-республиканская | Был переизбран в 1816 году.                                                                             |                     |                                |                             | 1813-1823 1 и 2 районы Манхэттена Бруклин Куинс Статен-Айленд Саффолк |
| 4 марта 1819 — 14 января 1820  | 16-й     | Сайлас Вуд                  | Федералистская                 | Был избран в 1818 году.                                                             | Свободное место                | Свободное место                | Полномочия были переданы Эбенезеру Сейджу (демократ-республиканец), однако Сейдж не занял место (1818). |                     |                                |                             | 1813-1823 1 и 2 районы Манхэттена Бруклин Куинс Статен-Айленд Саффолк |
| 14 января 1820 — 3 марта 1821  | 16-й     | Сайлас Вуд                  | Федералистская                 | Был избран в 1818 году.                                                             | Джеймс Гайон Мл.               | Демократическо-республиканская | Успешно участвовал в выборах Эбенезера Сейджа.                                                          |                     |                                |                             | 1813-1823 1 и 2 районы Манхэттена Бруклин Куинс Статен-Айленд Саффолк |
| 4 марта 1821 — 12 декабря 1821 | 17-й     | Сайлас Вуд                  | Федералистская                 | Был переизбран в 1821 году. Стал единственным представителем от округа в 1823 году. | Свободное место                | Свободное место                | Полномочия были переданы Питеру Шарпу (демократ-республиканец), но Шарп не занял место (1821).          |                     |                                |                             | 1813-1823 1 и 2 районы Манхэттена Бруклин Куинс Статен-Айленд Саффолк |
| 12 декабря 1821 — 3 марта 1823 | 17-й     | Сайлас Вуд                  | Федералистская                 | Был переизбран в 1821 году. Стал единственным представителем от округа в 1823 году. | Кэдвэллэдэр Д. Колден          | Федералистская                 | Успешно участвовал в выборах Питера Шарпа.                                                              |                     |                                |                             | 1813-1823 1 и 2 районы Манхэттена Бруклин Куинс Статен-Айленд Саффолк |

### 1823 — настоящее время: 1 место
| Представитель         | Партия                              | Года                             | Конгресс                                     | Электоральная история | Расположение округа                   |
| --------------------- | ----------------------------------- | -------------------------------- | -------------------------------------------- | --- | ------------------------------------- |
| Сайлас Вуд            | Федералистская                      | 4 марта 1823 — 3 марта 1825      | 18-й 19-й 20-й                               | Был переизбран в 1822 году. Был переизбран в 1824 году. Был переизбран в 1826 году. Проиграл перевыборы. | 1823-1833 Куинс Саффолк               |
| Сайлас Вуд            | Национальная республиканская партия | 4 марта 1825 — 3 марта 1829      | 18-й 19-й 20-й                               | Был переизбран в 1822 году. Был переизбран в 1824 году. Был переизбран в 1826 году. Проиграл перевыборы. | 1823-1833 Куинс Саффолк               |
| Джеймс Лент           | Джексоновская                       | 4 марта 1829 — 22 февраля 1833   | 21-й 22-й                                    | Был избран в 1828 году. Был переизбран в 1830 году. Умер. | 1823-1833 Куинс Саффолк               |
| Свободное место       | Свободное место                     | 22 февраля 1833 — 3 марта 1833   | 22-й                                         | | 1823-1833 Куинс Саффолк               |
| Абель Хантингтон      | Джексоновская                       | 4 марта 1833 — 3 марта 1837      | 23-й 24-й                                    | Был избран в 1832 году. Был переизбран в 1834 году. Проиграл в 1836 году. | 1833-1843                             |
| Томас Б. Джексон      | Демократическая                     | 4 марта 1837 — 3 марта 1841      | 25-й 26-й                                    | Был избран в 1836 году. Был переизбран в 1838 году. Вышел на пенсию. | 1833-1843                             |
| Чарльз Э. Флойд       | Демократическая                     | 4 марта 1841 — 3 марта 1843      | 27-й                                         | Был избран в 1840 году. | 1833-1843                             |
| Сила Б. Стронг        | Демократическая                     | 4 марта 1843 — 3 марта 1845      | 28-й                                         | Был избран в 1842 году. Вышел на пенсию. | 1843-1853                             |
| Джон В. Лоуренс       | Демократическая                     | 4 марта 1845 — 3 марта 1847      | 29-й                                         | Был избран в 1844 году. Вышел на пенсию. | 1843-1853                             |
| Фредерик В. Лорд      | Демократическая                     | 4 марта 1847 — 3 марта 1849      | 30-й                                         | Был избран в 1846 году. | 1843-1853                             |
| Джон Э. Кинг          | Виги                                | 4 марта 1849 — 3 марта 1851      | 31-й                                         | Был избран в 1848 году. | 1843-1853                             |
| Джон Дж. Флойд        | Демократическая                     | 4 марта 1851 — 3 марта 1853      | 32-й                                         | Был избран в 1850 году. | 1843-1853                             |
| Джеймс Морис          | Демократическая                     | 4 марта 1853 — 3 марта 1855      | 33-й                                         | Был избран в 1852 году. Вышел на пенсию. | 1853-1863                             |
| Уильям Волк           | Партия незнаек                      | 4 марта 1855 — 3 марта 1857      | 34-й                                         | Был избран в 1854 году. Проиграл в 1856 году. | 1853-1863                             |
| Джон Э. Сирин         | Демократическая                     | 4 марта 1857 — 3 марта 1859      | 35-й                                         | Был избран в 1856 году. Вышел на пенсию. | 1853-1863                             |
| Лютер К. Картер       | Республиканская                     | 4 марта 1859 — 3 марта 1861      | 36-й                                         | Был избран в 1858 году. Вышел на пенсию. | 1853-1863                             |
| Эдвард Х. Смит        | Демократическая                     | 4 марта 1861 — 3 марта 1863      | 37-й                                         | Был избран в 1860 году. Вышел на пенсию. | 1853-1863                             |
| Генри Г. Стеббинс     | Демократическая                     | 4 марта 1863 — 24 октября 1864   | 38-й                                         | Был избран в 1862 году. Вышел на пенсию. | 1863-1873                             |
| Свободное место       | Свободное место                     | 24 октября 1864 — 5 декабря 1864 | 38-й                                         | | 1863-1873                             |
| Дуайт Таунсенд        | Демократическая                     | 5 декабря 1864 — 3 марта 1865    | 38-й                                         | Был избран в качестве замены Генри Стеббинса. | 1863-1873                             |
| Стивен Табер          | Демократическая                     | 4 марта 1865 — 3 марта 1869      | 39-й 40-й                                    | Был избран в 1864 году. Был переизбран в 1866 году. | 1863-1873                             |
| Генри О. Ривс         | Демократическая                     | 4 марта 1869 — 3 марта 1871      | 41-й                                         | Был избран в 1868 году. | 1863-1873                             |
| Дуайт Таунсенд        | Демократическая                     | 4 марта 1871 — 3 марта 1873      | 42-й                                         | Был избран в 1870 году. | 1863-1873                             |
| Генри Дж. Скаддер     | Республиканская                     | 4 марта 1873 — 3 марта 1875      | 43-й                                         | Был избран в 1872 году. Вышел на пенсию. | 1873-1885                             |
| Генри Б. Меткаф       | Демократическая                     | 4 марта 1875 — 3 марта 1877      | 44-й                                         | Был избран в 1874 году. | 1873-1885                             |
| Джеймс В. Коверт      | Демократическая                     | 4 марта 1877 — 3 марта 1881      | 45-й 46-й                                    | Был избран в 1876 году. Был переизбран в 1878 году. | 1873-1885                             |
| Пэрри Бельмонт        | Демократическая                     | 4 марта 1881 — 1 декабря 1888    | 47-й 48-й 49-й 50-й                          | Был избран в 1880 году. Был переизбран в 1882 году. Был переизбран в 1884 году. Был переизбран в 1886 году. Ушел в отставку, чтобы участвовать в выборах на пост посла США в Испании.                                                                                    | 1873-1885                             |
| Свободное место       | Свободное место                     | 1 декабря 1888 — 3 марта 1889    | 50-й                                         | | 1885-1893 Куинс Статен-Айленд Саффолк |
| Джеймс В. Коверт      | Демократическая                     | 4 марта 1889 — 3 марта 1895      | 51-й 52-й 53-й                               | Был избран в 1888 году. Был переизбран в 1890 году. Был переизбран в 1892 году. | 1885-1893 Куинс Статен-Айленд Саффолк |
| Ричард К. Маккормик   | Республиканская                     | 4 марта 1895 — 3 марта 1897      | 54-й                                         | Был избран в 1894 году. Вышел на пенсию. | 1893-1905 Куинс Саффолк               |
| Джозеф М. Белфорд     | Республиканская                     | 4 марта 1897 — 3 марта 1899      | 55-й                                         | Был избран в 1896 году. Вышел на пенсию. | 1893-1905 Куинс Саффолк               |
| Таунсенд Скаддер      | Демократическая                     | 4 марта 1899 — 3 марта 1901      | 56-й                                         | Был избран в 1898 году. Вышел на пенсию. | 1893-1905 Куинс Саффолк               |
| Фредерик Шторм        | Республиканская                     | 4 марта 1901 — 3 марта 1903      | 57-й                                         | Был избран в 1900 году. Проиграл в 1902 году. | 1893-1905 Куинс Саффолк               |
| Таунсенд Скаддер      | Демократическая                     | 4 марта 1903 — 3 марта 1905      | 58-й                                         | Был избран в 1902 году. Вышел на пенсию. | 1903-1913 Часть Куинса Саффолк Нассо  |
| Уильям В. Кокс        | Республиканская                     | 4 марта 1905 — 3 марта 1911      | 59-й 60-й 61-й                               | Был избран в 1904 году. Был переизбран в 1906 году. Был переизбран в 1908 году. Проиграл в 1910 году. | 1903-1913 Часть Куинса Саффолк Нассо  |
| Мартин В. Литтлтон    | Демократическая                     | 4 марта 1911 — 3 марта 1913      | 62-й                                         | Был избран в 1910 году. Вышел на пенсию. | 1903-1913 Часть Куинса Саффолк Нассо  |
| Латроп Браун          | Демократическая                     | 4 марта 1913 — 3 марта 1915      | 63-й                                         | Был избран в 1912 году. Проиграл в 1914 году. | 1913-1933                             |
| Свободное место       | Свободное место                     | 4 марта 1915 — 4 января 1916     | 64-й                                         | Выборы 1914 года, которые были решены всего 10 голосами, затянулись в судах до декабря 1915 года. | 1913-1933                             |
| Уильям В. Кокс        | Республиканская                     | 4 января 1916 — 3 марта 1923     | 64-й 65-й 66-й 67-й                          | Был избран в 1914 году. Был переизбран в 1916 году. Был переизбран в 1918 году. Проиграл в 1920 году. Вышел на пенсию. | 1913-1933                             |
| Роберт Л. Бэйкон      | Республиканская                     | 4 января 1923 — 12 сентября 1938 | 68-й 69-й 70-й 71-й 72-й 73-й 74-й 75-й      | Был избран в 1922 году. Был переизбран в 1924 году. Был переизбран в 1926 году. Был переизбран в 1928 году. Был переизбран в 1930 году. Был переизбран в 1932 году. Был переизбран в 1934 году. Был переизбран в 1936 году. Умер.                                        | 1913-1933                             |
| Свободное место       | Свободное место                     | 12 сентября 1938 — 3 января 1939 | 75-й                                         | | 1933-1943                             |
| Леонард В. Холл       | Республиканская                     | 3 января 1939 — 3 января 1945    | 76-й 77-й 78-й                               | Был избран в 1938 году. Был переизбран в 1940 году. Был переизбран в 1942 году. Был переведен в 2-й округ. | 1933-1943                             |
| Эдгар А. Шарп         | Республиканская                     | 3 января 1945 — 3 января 1947    | 79-й                                         | Был избран в 1944 году. Вышел на пенсию. | 1943-1953                             |
| В. Квинсленд Мэйси    | Республиканская                     | 3 января 1947 — 3 января 1951    | 80-й 81-й                                    | Был избран в 1946 году. Был переизбран в 1948 году. Проиграл в 1950 году. | 1943-1953                             |
| Эрнест Гринвуд        | Демократическая                     | 3 января 1951 — 3 января 1953    | 82-й                                         | Был избран в 1950 году. Проиграл в 1952 году. | 1943-1953                             |
| Стювезент Вэйнрайт    | Республиканская                     | 3 января 1953 — 3 января 1961    | 83-й 84-й 85-й 86-й                          | Был избран в 1952 году. Был переизбран в 1954 году. Был переизбран в 1956 году. Был переизбран в 1958 году. Проиграл в 1960 году. | 1953-1963                             |
| Отис Г. Пайк          | Демократическая                     | 3 января 1961 — 3 января 1979    | 87-й 88-й 89-й 90-й 91-й 92-й 93-й 94-й 95-й | Был избран в 1960 году. Был переизбран в 1962 году. Был переизбран в 1964 году. Был переизбран в 1966 году. Был переизбран в 1968 году. Был переизбран в 1970 году. Был переизбран в 1972 году. Был переизбран в 1974 году. Был переизбран в 1976 году. Вышел на пенсию. | 1953-1963 1963-1973 1973-1983         |
| Уилльям Карни         | Консервативная                      | 3 января 1979 — 7 октября 1985   | 96-й 97-й 98-й                               | Был избран в 1978 году. Был переизбран в 1980 году. Был переизбран в 1982 году. Был переизбран в 1984 году. Поменял партию. Вышел на пенсию. | 1973-1983 1983-1993                   |
| Уилльям Карни         | Республиканская                     | 7 октября 1985 — 3 января 1987   | 96-й 97-й 98-й                               | Был избран в 1978 году. Был переизбран в 1980 году. Был переизбран в 1982 году. Был переизбран в 1984 году. Поменял партию. Вышел на пенсию. | 1973-1983 1983-1993                   |
| Джордж Дж. Хочбрукнер | Демократическая                     | 3 января 1987 — 3 января 1995    | 100-й 101-й 102-й 103-й                      | Был избран в 1986 году. Был переизбран в 1988 году. Был переизбран в 1990 году. Был переизбран в 1992 году. Проиграл в 1994 году. | 1983-1993 1993-2003                   |
| Уилльям Карни         | Республиканская                     | 3 января 1995 — 17 июля 1999     | 104-й 105-й 106-й                            | Был избран в 1994 году. Был переизбран в 1996 году. Был переизбран в 1996 году. Проиграл в 2000 году. | 1993-2003                             |
| Уилльям Карни         | Демократическая                     | 17 июля 1999 — 3 января 2001     | 104-й 105-й 106-й                            | Был избран в 1994 году. Был переизбран в 1996 году. Был переизбран в 1996 году. Проиграл в 2000 году. | 1993-2003                             |
| Феликс Грюччи         | Республиканская                     | 3 января 2001 — 3 января 2003    | 107-й                                        | Был избран в 2000 году. Проиграл в 2002 году. | 1993-2003                             |
| Тим Бишоп             | Демократическая                     | 3 января 2003 — 3 января 2015    | 108-й 109-й 110-й 111-й 112-й 113-й          | Был избран в 2002 году. Был переизбран в 2004 году. Был переизбран в 2006 году. Был переизбран в 2008 году. Был переизбран в 2010 году. Был переизбран в 2012 году. Проиграл в 2014 году.                                                                                | 2003 — 2013 2013 — 2023               |
| Ли Зелдин             | Республиканская                     | 3 января 2015 — 3 января 2023    | 114-й 115-й 116-й 117-й                      | Был избран в 2014 году. Был переизбран в 2016 году. Был переизбран в 2018 году. Был переизбран в 2020 году. Ушел с поста, чтобы участвовать в выборах губернатора Нью-Йорка.                                                                                             | 2003 — 2013 2013 — 2023               |
| Ник Лалота            | Республиканская                     | 3 января 2023 — н.в.             | 118-й                                        | Был избран в 2022 году. | 2023 — н.в.                           |

## Результаты выборов
Выборы 1996
| Партия           | Кандидат         | Голоса  | %      |
| ---------------- | ---------------- | ------- | ------ |
| Республиканская  | Майкл П. Форбс   | 116,620 | 54.7 % |
| Демократическая  | Нора Л. Бридс    | 96,496  | 45.3 % |
| Большинство      | Большинство      | 20,124  | 9.4 %  |
| Явка избирателей | Явка избирателей | 213,116 | 100 %  |

Выборы 1998
| Партия           | Кандидат          | Голоса  | %      |
| ---------------- | ----------------- | ------- | ------ |
| Республиканская  | Майкл П. Форбс    | 99,460  | 64.1 % |
| Демократическая  | Уилльям Дж. Холст | 55,630  | 35.9 % |
| Большинство      | Большинство       | 43,830  | 28.3 % |
| Явка избирателей | Явка избирателей  | 155,090 | 100 %  |

Выборы 2000
| Партия           | Кандидат         | Голоса  | %      |
| ---------------- | ---------------- | ------- | ------ |
| Республиканская  | Феликс Груччи    | 133,020 | 55.5 % |
| Демократическая  | Реджина Селтцер  | 97,299  | 40.6 % |
| Беспартийный     | Майкл П. Форбс   | 6,318   | 2.6 %  |
| Партия зелёных   | Уильям Дж. Холст | 2,967   | 1.2 %  |
| Большинство      | Большинство      | 35,721  | 14.9 % |
| Явка избирателей | Явка избирателей | 239,604 | 100 %  |

Выборы 2002
| Партия           | Кандидат         | Голоса  | %      |
| ---------------- | ---------------- | ------- | ------ |
| Демократическая  | Тимоти Г. Бишоп  | 84,276  | 50.2 % |
| Республиканская  | Феликс Груччи    | 81,524  | 48.6 % |
| Партия зелёных   | Лорна Зальцман   | 1,991   | 1.2 %  |
| Большинство      | Большинство      | 2,752   | 1.6 %  |
| Явка избирателей | Явка избирателей | 167,791 | 100 %  |

Выборы 2004
| Партия           | Кандидат             | Голоса  | %      |
| ---------------- | -------------------- | ------- | ------ |
| Демократическая  | Тимоти Г. Бишоп      | 156,354 | 56.2 % |
| Республиканская  | Уильям М. Мангер Мл. | 121,855 | 43.8 % |
| Большинство      | Большинство          | 34,499  | 12.4 % |
| Явка избирателей | Явка избирателей     | 278,209 | 100 %  |

Выборы 2006
| Партия           | Кандидат         | Голоса  | %      |
| ---------------- | ---------------- | ------- | ------ |
| Демократическая  | Тимоти Г. Бишоп  | 104,360 | 62.2 % |
| Республиканская  | Итало Занзи      | 63,328  | 37.8 % |
| Большинство      | Большинство      | 41,032  | 24.5 % |
| Явка избирателей | Явка избирателей | 167,688 | 100 %  |

Выборы 2008
| Партия           | Кандидат         | Голоса  | %      |
| ---------------- | ---------------- | ------- | ------ |
| Демократическая  | Тимоти Г. Бишоп  | 162,083 | 58.4 % |
| Республиканская  | Ли Зелдин        | 115,545 | 41.6 % |
| Большинство      | Большинство      | 46,538  | 16.8 % |
| Явка избирателей | Явка избирателей | 277,628 | 100 %  |

Выборы 2010
| Партия           | Кандидат         | Голоса  | %      |
| ---------------- | ---------------- | ------- | ------ |
| Демократическая  | Тимоти Г. Бишоп  | 98,316  | 50.2 % |
| Республиканская  | Рэнди Альтшулер  | 97,723  | 49.8 % |
| Большинство      | Большинство      | 593     | 0.4 %  |
| Явка избирателей | Явка избирателей | 196,039 | 100 %  |

Выборы 2012
| Партия           | Кандидат         | Голоса  | %      |
| ---------------- | ---------------- | ------- | ------ |
| Демократическая  | Тимоти Г. Бишоп  | 132,525 | 52.2 % |
| Республиканская  | Рэнди Альтшулер  | 121,478 | 47.8 % |
| Большинство      | Большинство      | 11,047  | 4.3 %  |
| Явка избирателей | Явка избирателей | 254,003 | 100 %  |

Выборы 2014
| Партия           | Кандидат         | Голоса  | %      |
| ---------------- | ---------------- | ------- | ------ |
| Республиканская  | Ли Зелдин        | 94,035  | 53.2 % |
| Демократическая  | Тимоти Г. Бишоп  | 78,722  | 44.6 % |
| Большинство      | Большинство      | 15,313  | 8.6 %  |
| Явка избирателей | Явка избирателей | 176,719 | 100 %  |

Выборы 2016
| Партия           | Кандидат         | Голоса  | %      |
| ---------------- | ---------------- | ------- | ------ |
| Республиканская  | Ли Зелдин        | 188,499 | 55.2 % |
| Демократическая  | Анна Торн-Холст  | 135,278 | 39.6 % |
| Большинство      | Большинство      | 53,221  | 15.6 % |
| Явка избирателей | Явка избирателей | 341,554 | 100 %  |

Выборы 2018
| Партия           | Кандидат         | Голоса  | %      |
| ---------------- | ---------------- | ------- | ------ |
| Республиканская  | Ли Зелдин        | 139,027 | 51.5 % |
| Демократическая  | Пэрри Гершон     | 127,991 | 47.4 % |
| Большинство      | Большинство      | 12,036  | 4.1 %  |
| Явка избирателей | Явка избирателей | 270,006 | 100 %  |

Выборы 2020
| Партия           | Кандидат         | Голоса  | %       |
| ---------------- | ---------------- | ------- | ------- |
| Республиканская  | Ли Зелдин        | 205,714 | 54.86 % |
| Демократическая  | Нэнси Горофф     | 169,294 | 45.14 % |
| Большинство      | Большинство      | 36,420  | 9.72 %  |
| Явка избирателей | Явка избирателей | 375,116 | 100 %   |